# Relações entre Iraque e Síria
As relações entre Iraque e Síria são as relações diplomáticas estabelecidas entre a República do Iraque e a República Árabe Síria. Ambos são vizinhos na histórica e conturbada região do Oriente Médio, com uma extensão de 605 km na fronteira entre os dois países. 
Estas relações são marcadas por vínculos culturais e políticos há muito compartilhados, bem como por antigas rivalidades regionais. Os dois países assumiram suas formas atuais após a assinatura do Acordo Sykes-Picot, feito para desmembrar o Império Otomano em esferas de influência britânica e francesa após a Primeira Guerra Mundial.
Ambos os países são em grande parte árabes e muçulmanos, com minorias curdas e cristãs, além de turcomanos sírios e turcomanos iraquianos. A população do Iraque é de maioria xiita, enquanto que a população da Síria é de maioria sunita. As relações políticas entre esses grupos costumam ser hostis. Desde que o rei Faisal assumiu o trono iraquiano no início da década de 1920, os líderes iraquianos sonhavam em unificar os dois países.
Em 1982, a Síria rompeu as relações diplomáticas com o Iraque, após Hafez al-Assad acusar os iraquianos de incitarem revoltas protagonizadas pela Irmandade Muçulmana no país. Além disso, os sírios foram a única nação árabe a apoiar os iranianos na Guerra Irã-Iraque (1980-1988). Mesmo durante os últimos anos de Saddam Hussein, as relações entre os dois países não foram boas. Elas só foram restabelecidas em novembro de 2006.
O Iraque e a Síria lutaram contra o grupo radical Estado Islâmico. Na Guerra Civil Síria, os voluntários iraquianos lutaram na Síria ao lado do Exército Sírio. Os dois países fazem parte da Aliança Rússia–Síria–Irã–Iraque, que foi formada como consequência de um acordo alcançado no final de setembro de 2015 entre a Rússia, Irã, Iraque e a Síria com o objetivo de auxiliar e cooperar na coleta de informações sobre o Estado Islâmico, assim como para combater os seus avanços. De 2017 a 2019, o Iraque ingressou na Guerra Civil Síria em nome do governo sírio e ajudou a eliminar os extremistas no país.